# Ghasem Hadadifar
Ghasem Hadadifar (Isfahan, 12 juli 1983) is een Iraans voormalig voetballer die doorgaans speelde als middenvelder. Tussen 2003 en 2021 was hij actief voor Zob Ahan, Sanat Naft en Tractor Sazi. Hadadifar maakte in 2010 zijn debuut in het Iraans voetbalelftal en kwam uiteindelijk tot achttien interlandoptredens.

## Clubcarrière
Hadadifar speelde tussen 1996 en 2003 in de jeugdopleiding van Zob Ahan en hij werd dan ook doorgeschoven naar het eerste elftal van de club. In 2005 werd hij voor de duur van één seizoen verhuurd aan Sana Naft, waarvoor hij gedurende twintig competitiewedstrijden in actie kwam. Hij kreeg na zijn terugkeer een basisplaats bij Zob Ahan, maar in 2011 verloor hij die weer. Het jaar erna werd hij voor een half jaar verhuurd aan Tractor Sazi, waar hij dertien keer in actie kwam in de competitie. In 2021 besloot Hadadifar op achtendertigjarige leeftijd een punt te zetten achter zijn actieve loopbaan.

## Interlandcarrière
Hadadifar maakte zijn debuut in het Iraans voetbalelftal op 11 augustus 2010. Op die dag werd een vriendschappelijke wedstrijd tegen Armenië met 1–3 gewonnen. De middenvelder begon in de basis en hij werd in de tweede helft gewisseld. Op 14 mei 2014 werd bekendgemaakt dat Hadadifar onderdeel uitmaakte van de Iraanse selectie voor het wereldkampioenschap voetbal 2014 in Brazilië. Op het eindtoernooi kwam hij niet in actie; Hadadifar zag Iran op het toernooi tot één punt uit drie groepsduels komen.
| Interlands van Ghasem Hadadifar voor Iran | Interlands van Ghasem Hadadifar voor Iran | Interlands van Ghasem Hadadifar voor Iran | Interlands van Ghasem Hadadifar voor Iran | Interlands van Ghasem Hadadifar voor Iran | Interlands van Ghasem Hadadifar voor Iran |
| №                                         | Datum                                     | Wedstrijd                                 | Uitslag                                   | Competitie                                | Doelpunten                                |
| Als speler bij Zob Ahan                   | Als speler bij Zob Ahan                   | Als speler bij Zob Ahan                   | Als speler bij Zob Ahan                   | Als speler bij Zob Ahan                   | Als speler bij Zob Ahan                   |
| ----------------------------------------- | ----------------------------------------- | ----------------------------------------- | ----------------------------------------- | ----------------------------------------- | ----------------------------------------- |
| 1                                         | 11 augustus 2010                          | Armenië – Iran                            | 1 – 3                                     | Vriendschappelijk                         |                                           |
| 2                                         | 28 december 2010                          | Qatar – Iran                              | 0 – 0                                     | Vriendschappelijk                         |                                           |
| 3                                         | 19 januari 2011                           | Verenigde Arabische Emiraten – Iran       | 0 – 3                                     | AK 2011                                   |                                           |
| 4                                         | 9 februari 2011                           | Iran – Rusland                            | 1 – 0                                     | Vriendschappelijk                         |                                           |
| 5                                         | 17 juli 2011                              | Iran – Madagaskar                         | 1 – 0                                     | Vriendschappelijk                         |                                           |
| 6                                         | 23 juli 2011                              | Iran – Malediven                          | 4 – 0                                     | WK 2014 kwalificatie                      |                                           |
| 7                                         | 28 juli 2011                              | Malediven – Iran                          | 0 – 1                                     | WK 2014 kwalificatie                      |                                           |
| 8                                         | 2 september 2011                          | Iran – Indonesië                          | 4 – 0                                     | WK 2014 kwalificatie                      |                                           |
| Als speler bij Tractor Sazi               |                                           |                                           |                                           |                                           |                                           |
| 9                                         | 23 februari 2012                          | Iran – Jordanië                           | 2 – 2                                     | Vriendschappelijk                         |                                           |
| 10                                        | 2 mei 2012                                | Iran – Mozambique                         | 3 – 0                                     | Vriendschappelijk                         |                                           |
| Als speler bij Zob Ahan                   |                                           |                                           |                                           |                                           |                                           |
| 11                                        | 15 augustus 2012                          | Tunesië – Iran                            | 2 – 2                                     | Vriendschappelijk                         |                                           |
| 12                                        | 5 september 2012                          | Jordanië – Iran                           | 0 – 0                                     | Vriendschappelijk                         |                                           |
| 13                                        | 22 mei 2013                               | Oman – Iran                               | 3 – 1                                     | Vriendschappelijk                         |                                           |
| 14                                        | 19 november 2013                          | Libanon – Iran                            | 1 – 4                                     | AK 2015 kwalificatie                      |                                           |
| 15                                        | 5 maart 2014                              | Iran – Guinee                             | 1 – 2                                     | Vriendschappelijk                         |                                           |
| 16                                        | 18 mei 2014                               | Iran – Wit-Rusland                        | 0 – 0                                     | Vriendschappelijk                         |                                           |
| 17                                        | 30 mei 2014                               | Iran – Angola                             | 1 – 1                                     | Vriendschappelijk                         |                                           |
| 18                                        | 8 juni 2014                               | Trinidad en Tobago – Iran                 | 0 – 2                                     | Vriendschappelijk                         |                                           |